# كأس سويسرا 1926–27
كأس سويسرا 1926–27 هو الموسم 2 من كأس سويسرا. أقيم خلال الفترة 5 سبتمبر 1926 وحتى 23 مارس 1927، وأشرف على تنظيمه اتحاد سويسرا لكرة القدم، وفاز فيه نادي غراسهوبر زيوريخ.